# Слово Кыргызстана
«Слово Кыргызстана» — общегосударственная газета на русском языке, издающаяся в Кыргызстане. В советское время была органом ЦК Коммунистической партии Киргизии, Верховного Совета и Совета Министров Киргизской ССР.
В 1975 году газета выходила ежедневно, а её тираж составлял 132 тыс. экземпляров. В 2000-е годы газета стала издаваться 2 раза в неделю, а тираж составлял 6 тыс. экземпляров. Пятничное приложение «В конце недели» выходит тиражом в 20 тыс. экземпляров.
Газета выходит с 23 марта 1925 года. Первоначально называлась «Батрацкая правда». Затем сменила название на «Крестьянский путь». В 1927 стала называться «Советская Киргизия». Современное название — с февраля 1991 года.
В 1961 году награждена орденом Трудового Красного Знамени.